# Lijst van Eurocommissarissen voor Mediterrane Zaken
De functie van Europees commissaris voor Mediterrane Zaken was tussen 1981 en 1999 een functie binnen de Europese Commissie. De commissaris was verantwoordelijk voor de complicaties die konden ontstaan bij de integratie van Spanje, Portugal en Griekenland in de Europese Gemeenschappen.

## Benamingen
- Mediterraanse aangelegenheden (1981-1985, 1993-1999)
- Mediterrane zaken (1985-1993)

## Commissarissen
|  | Naam            | Lidstaat  | Nationale partij | Periode   | Commissies        |
|  | --------------- | --------- | ---------------- | --------- | ----------------- |
|  | Lorenzo Natali  | Italië    | DC               | 1981-1985 | Thorn             |
|  | Claude Cheysson | Frankrijk | PS               | 1985-1989 | Delors I          |
|  | Abel Matutes    | Spanje    | PP               | 1989-1993 | Delors II         |
|  | Manuel Marín    | Spanje    | PSOE             | 1993-1999 | Delors III Santer |